# Biserica reformată din Poșoloaca
Biserica reformată din Poșoloaca este un monument istoric aflat pe teritoriul satului Poșoloaca; comuna Tileagd. În Repertoriul Arheologic Național, monumentul apare cu codul 31752.01.

## Localitatea
Poșoloaca (în maghiară Pósalaka) este un sat în comuna Tileagd din județul Bihor, Crișana, România. Menționat pentru prima oară în 1308, cu numele Posalaka.

## Biserica
Biserica a fost construită de reformați în anul 1675. Inundațiile repetate ale Crișului Repede au provocat, de-a lungul timpului, pagube mari satului și bisericii.

## Imagini din exterior

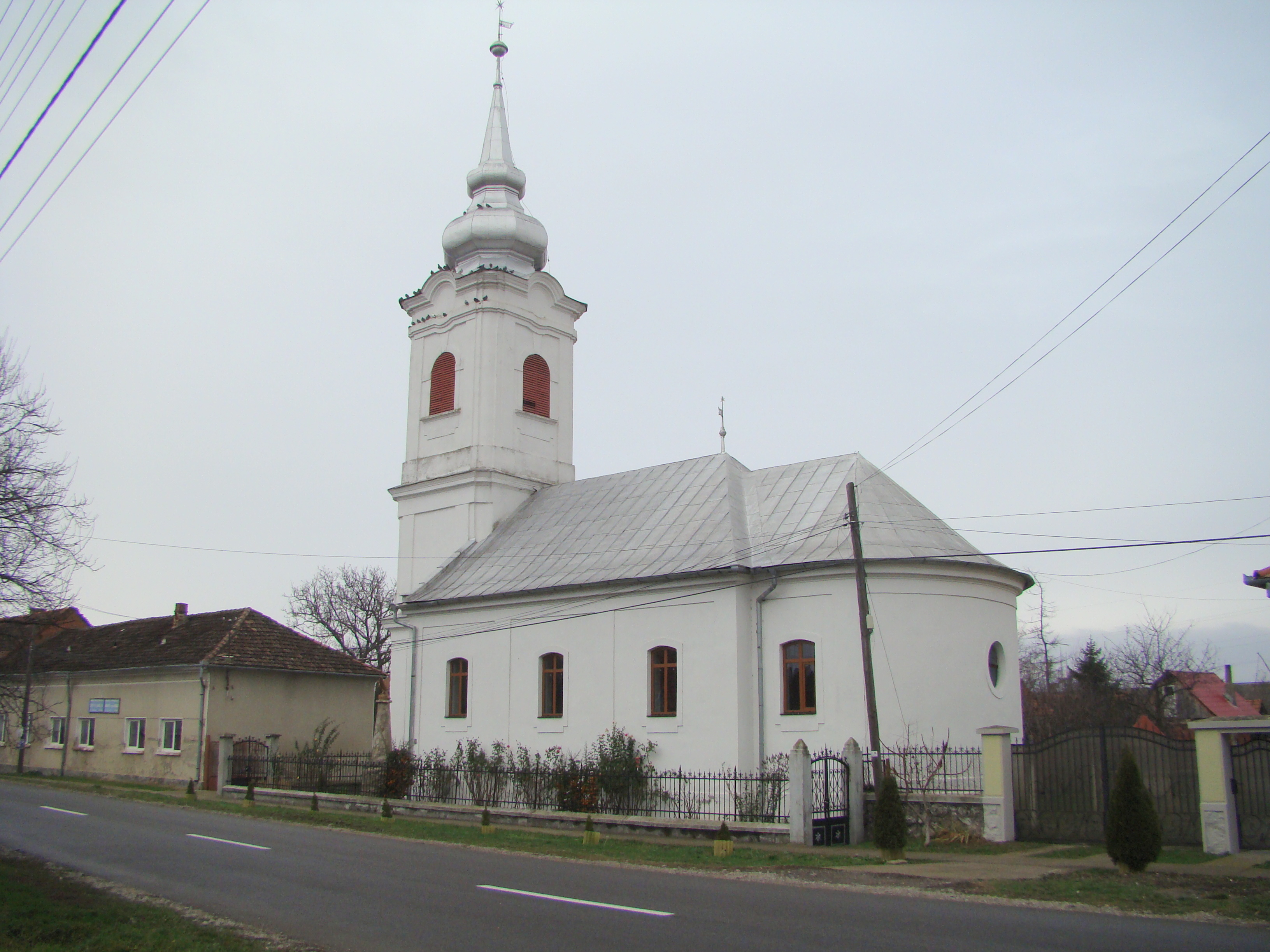
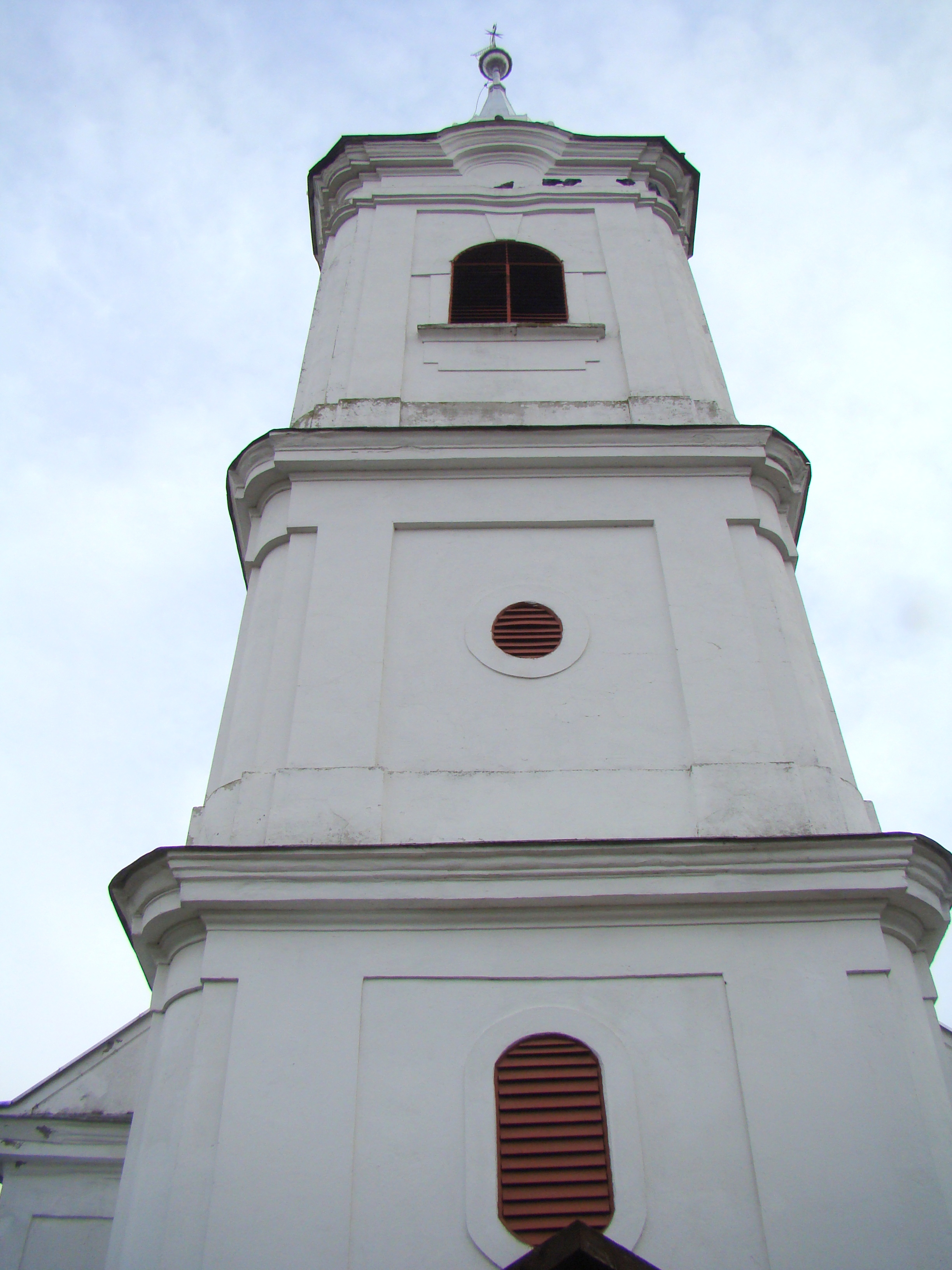
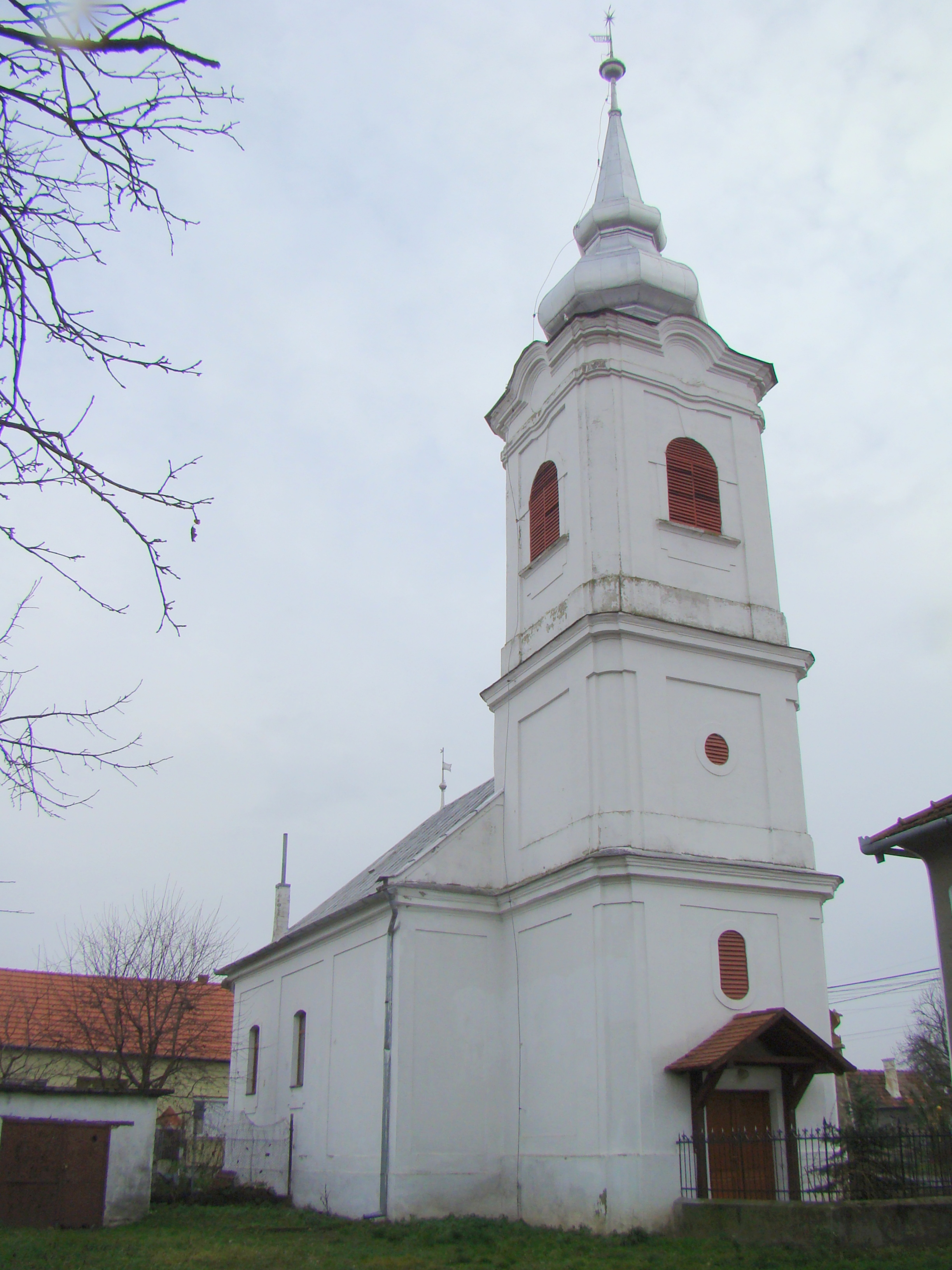
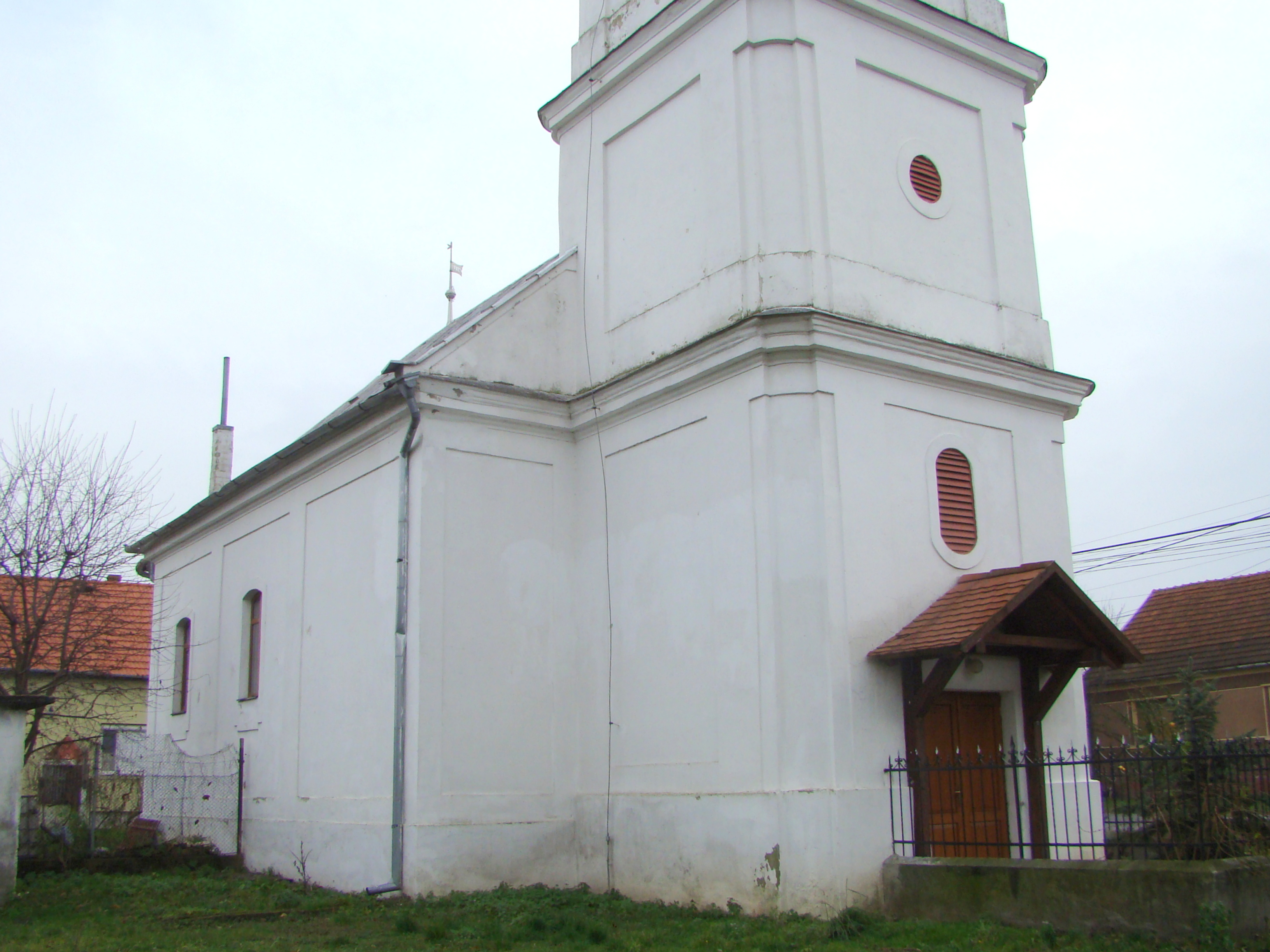
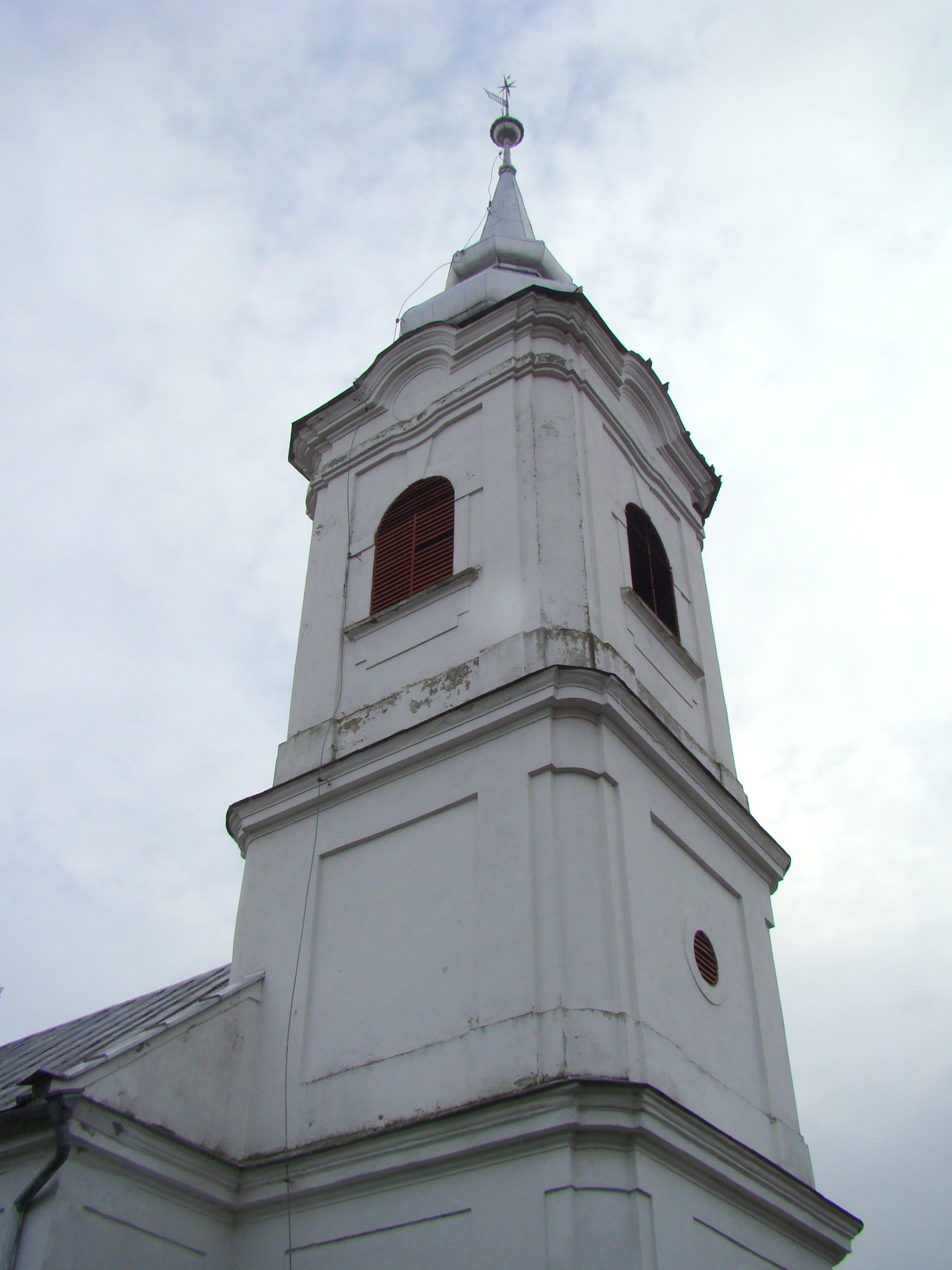
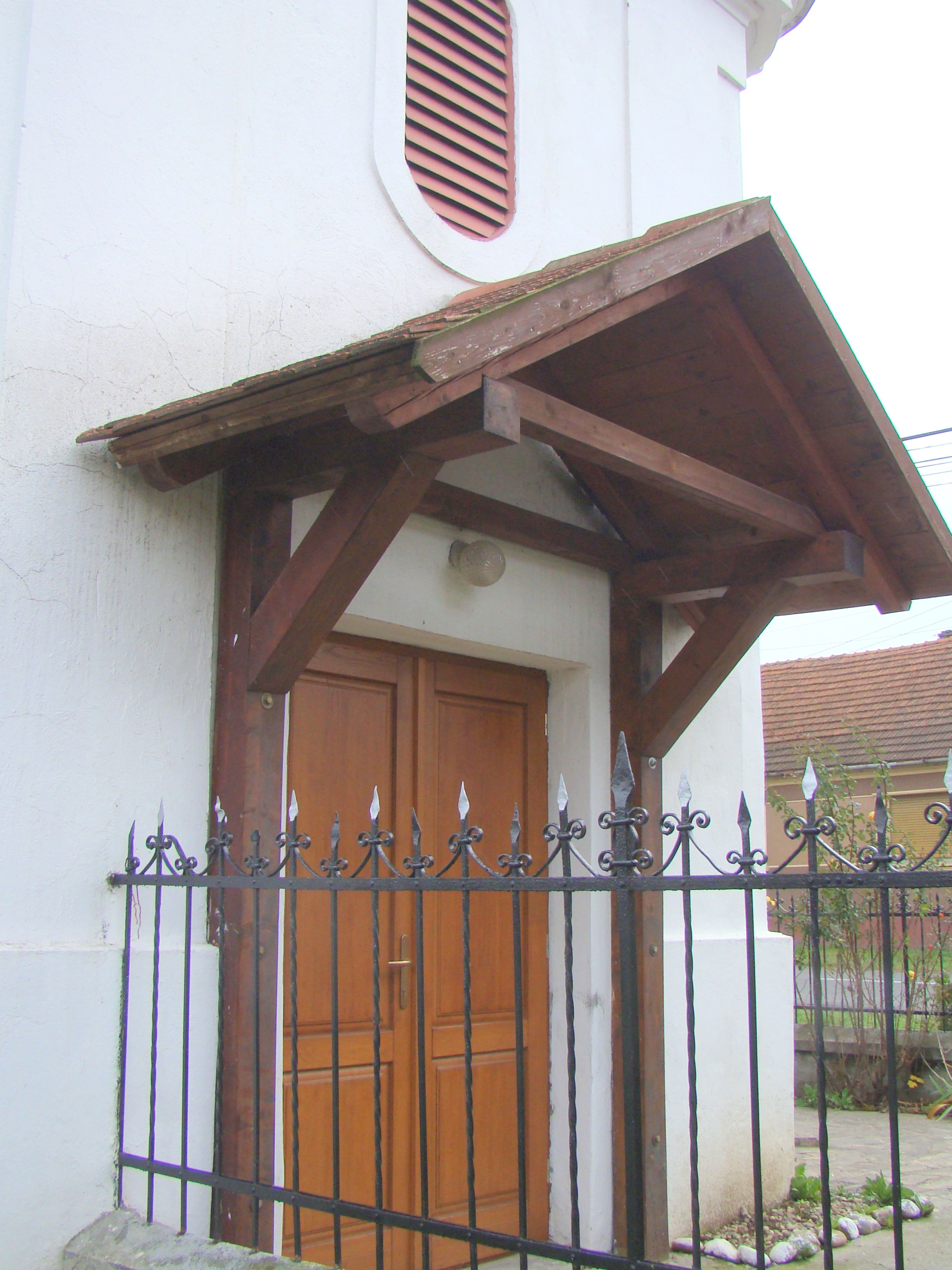
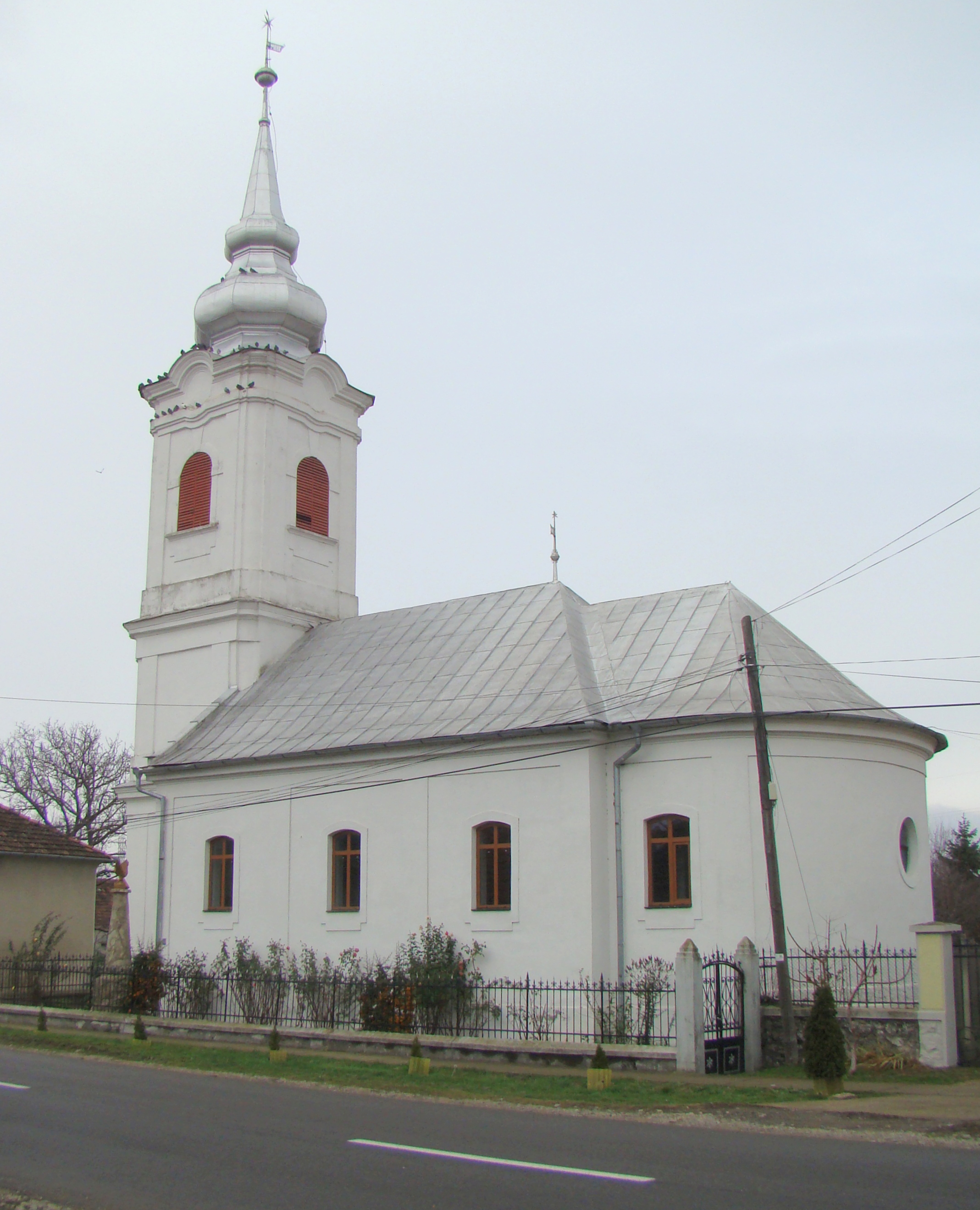
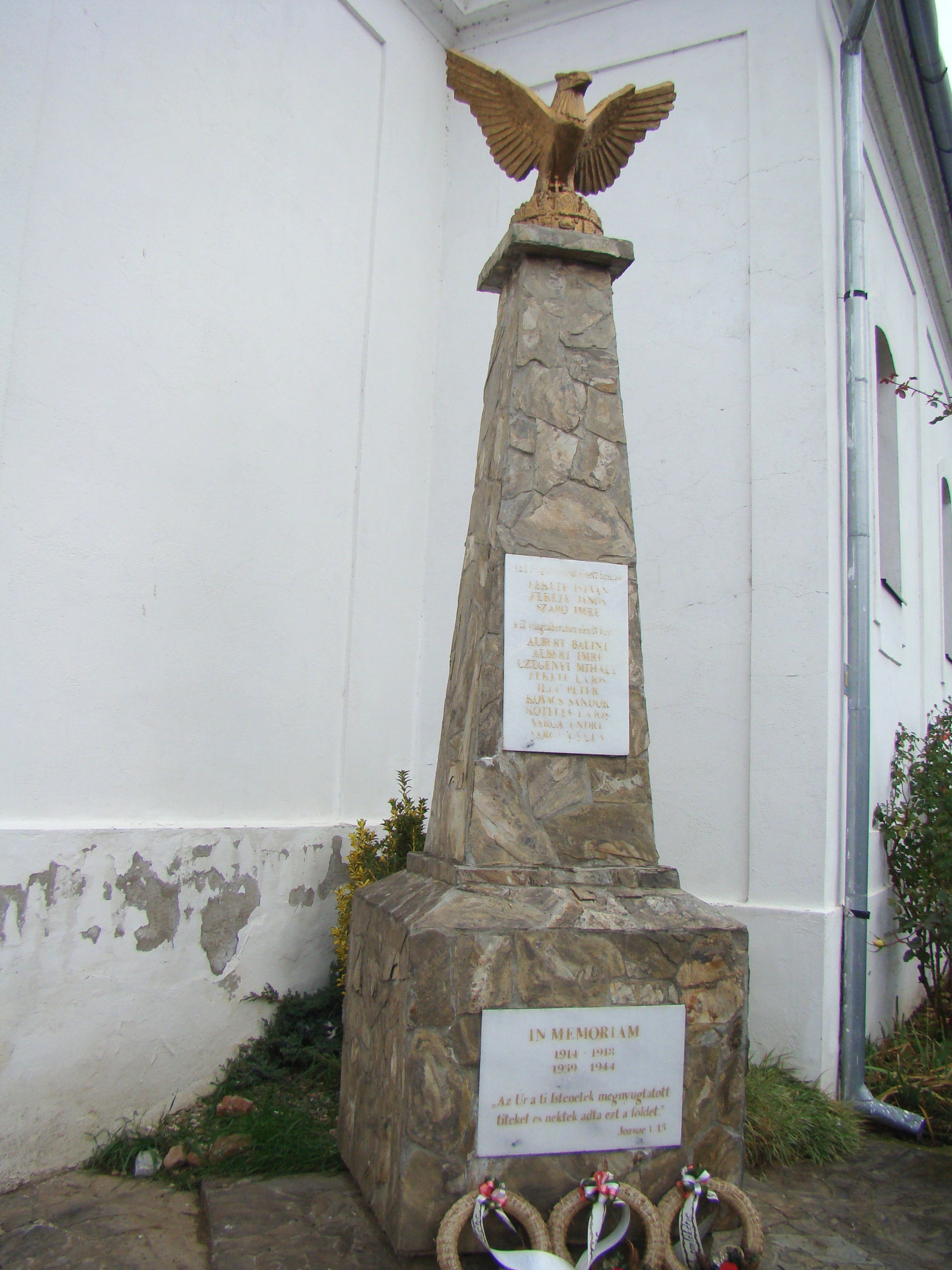
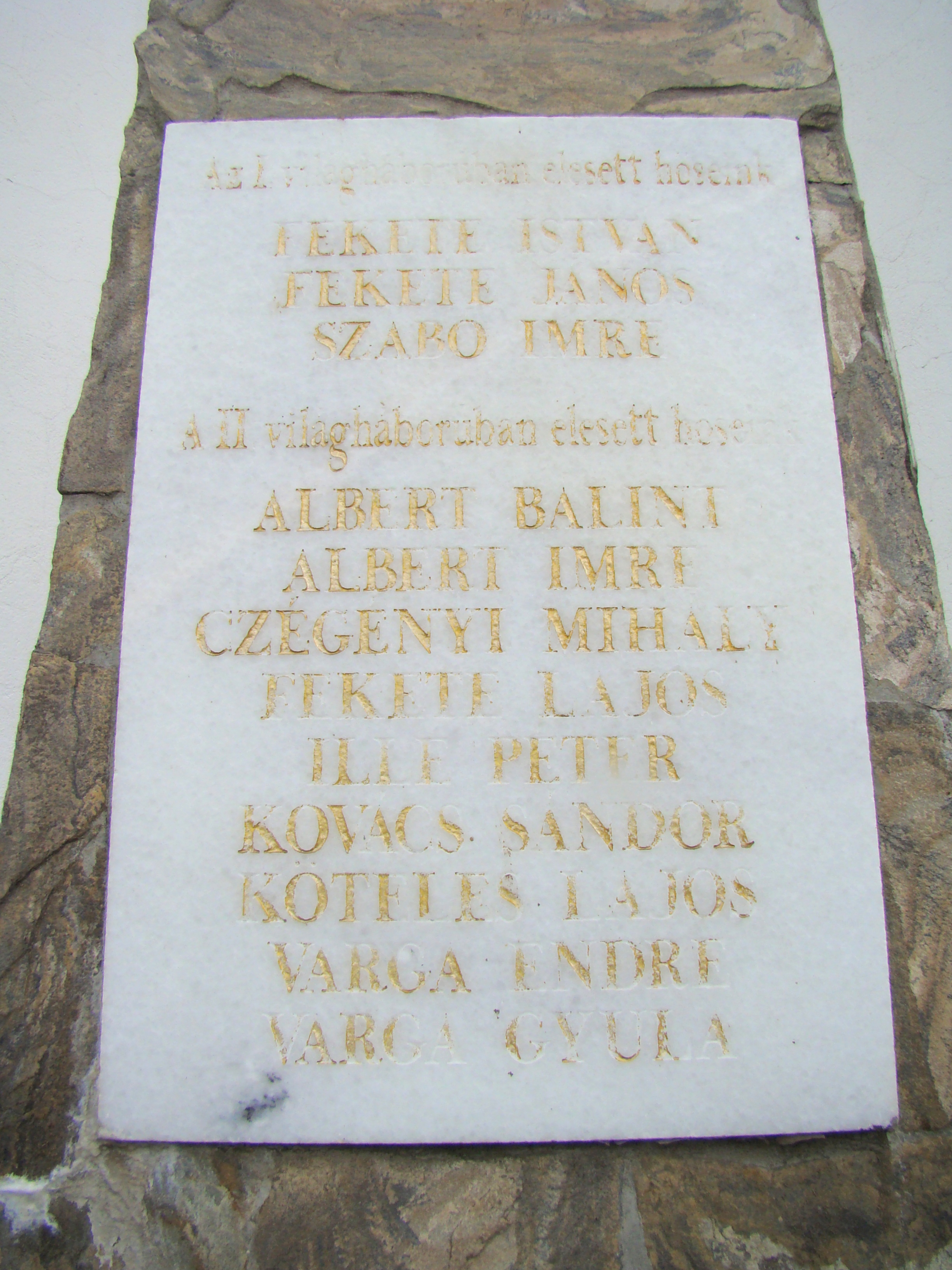
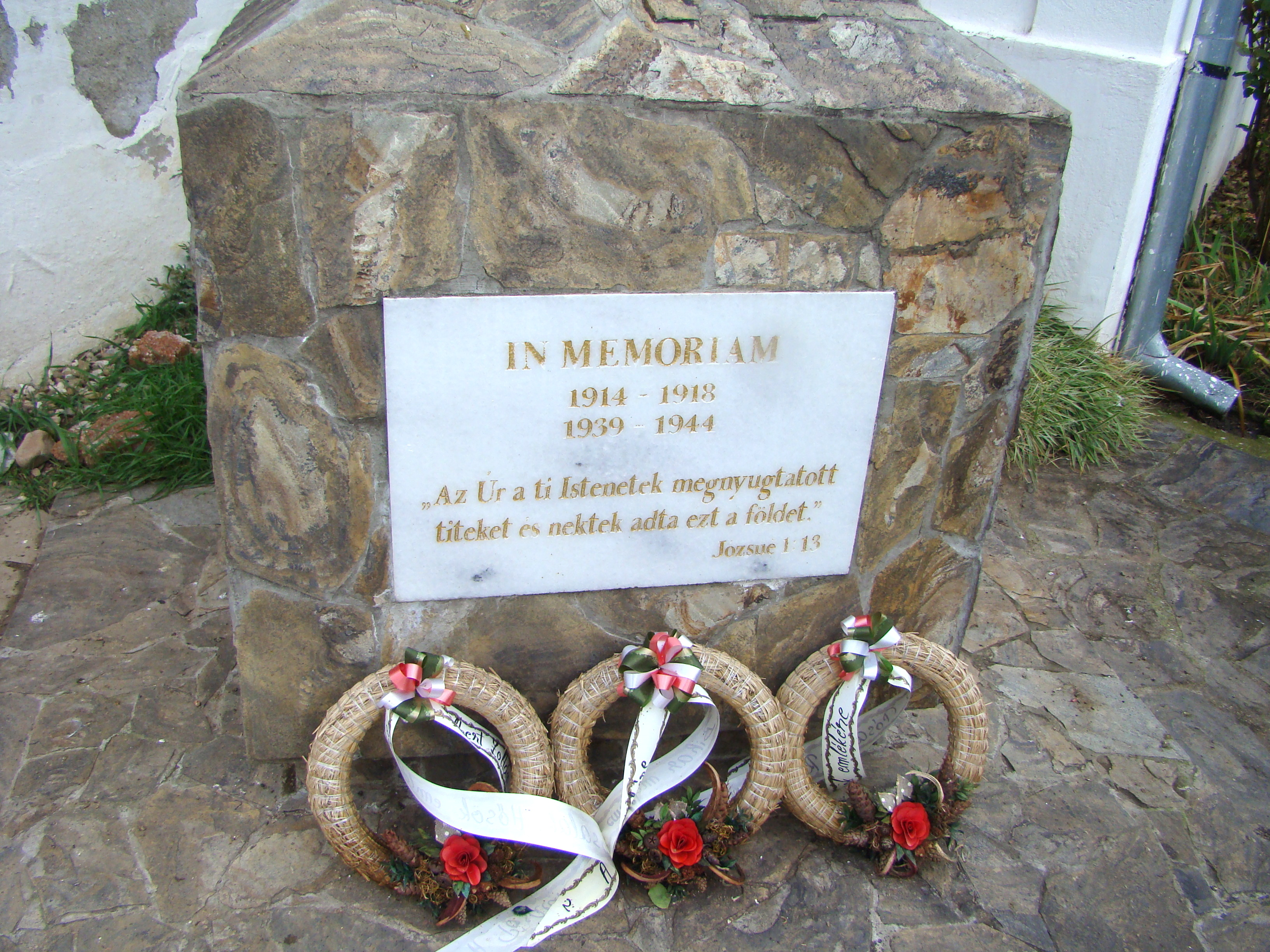
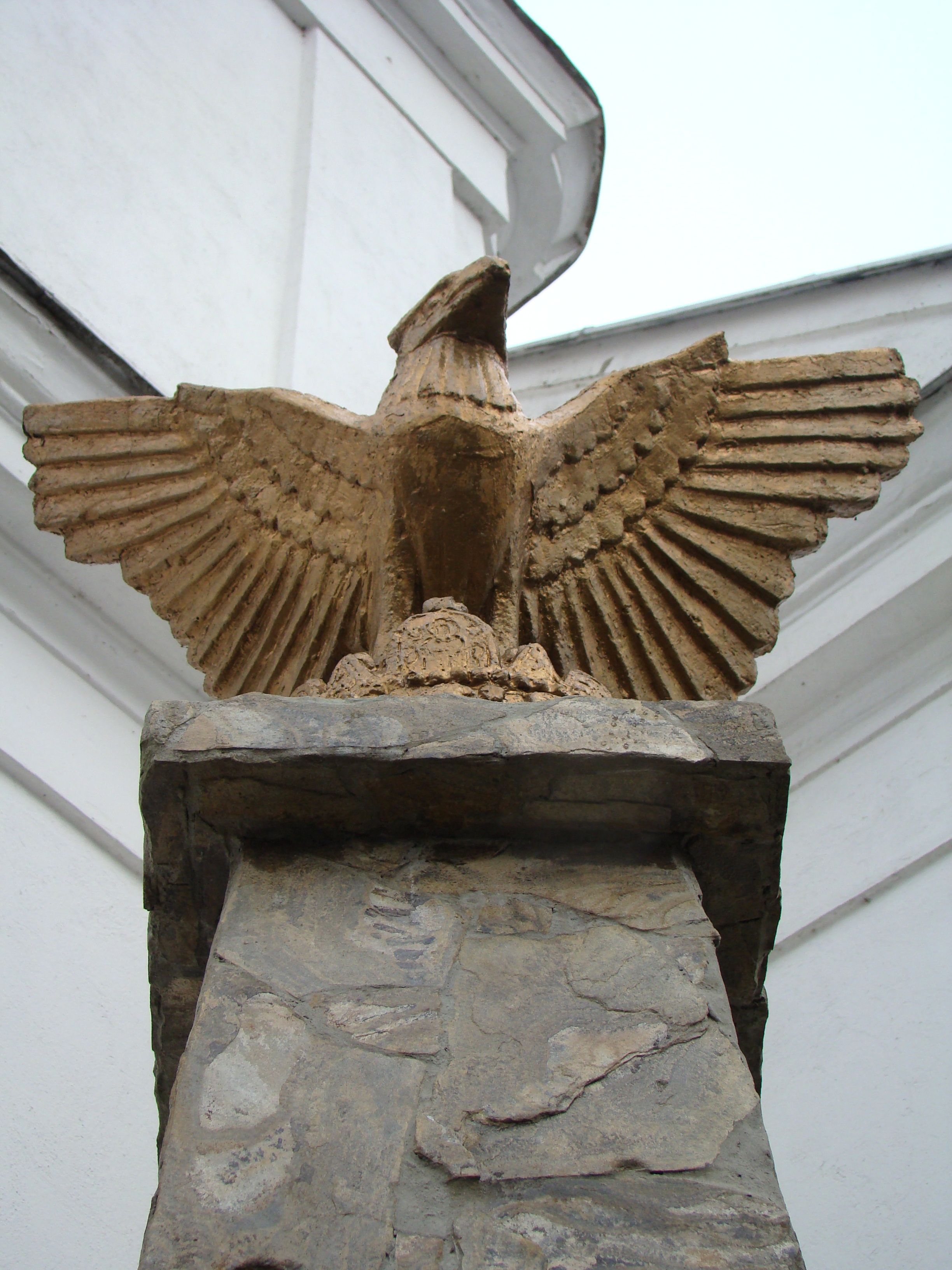
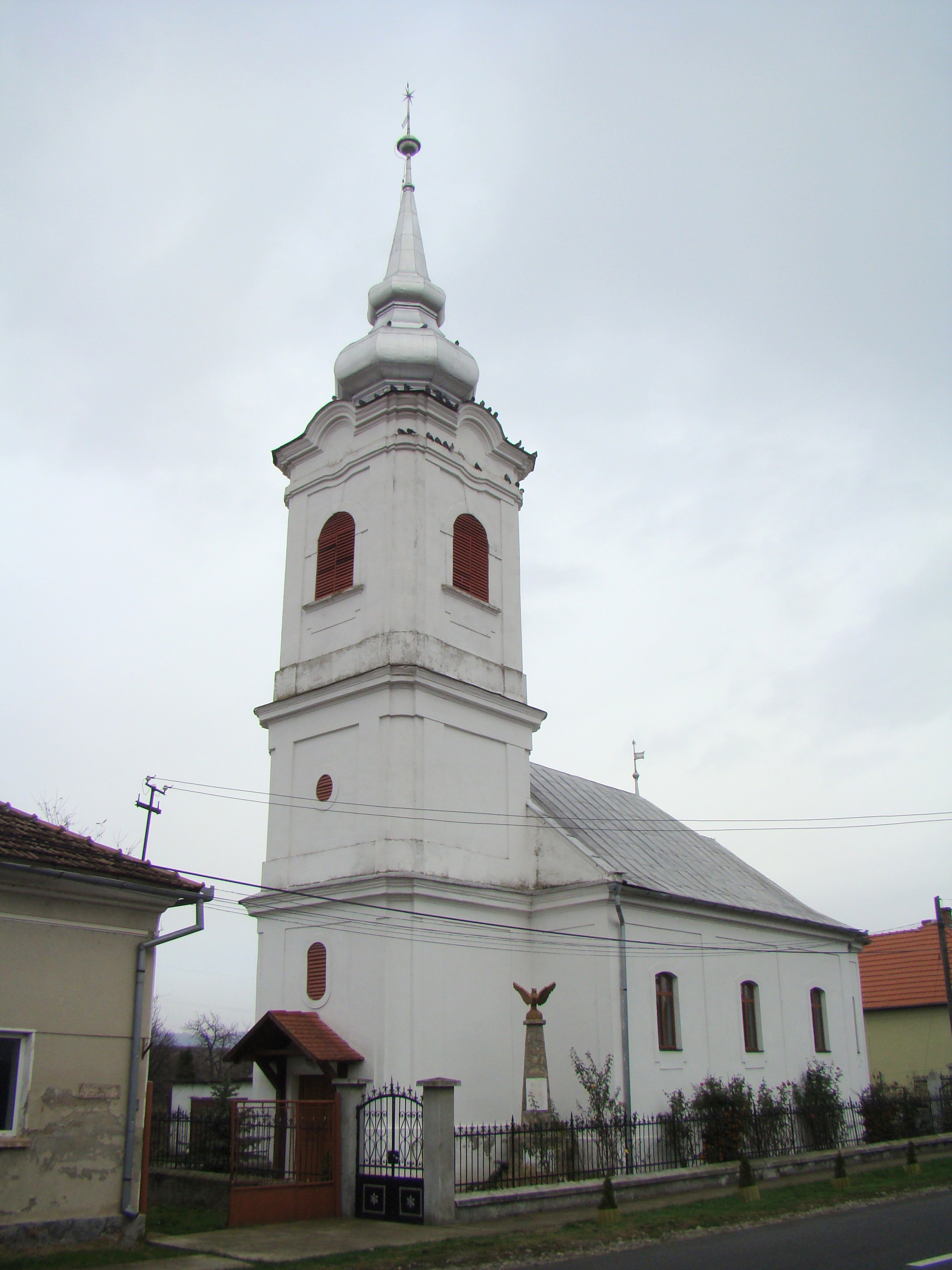
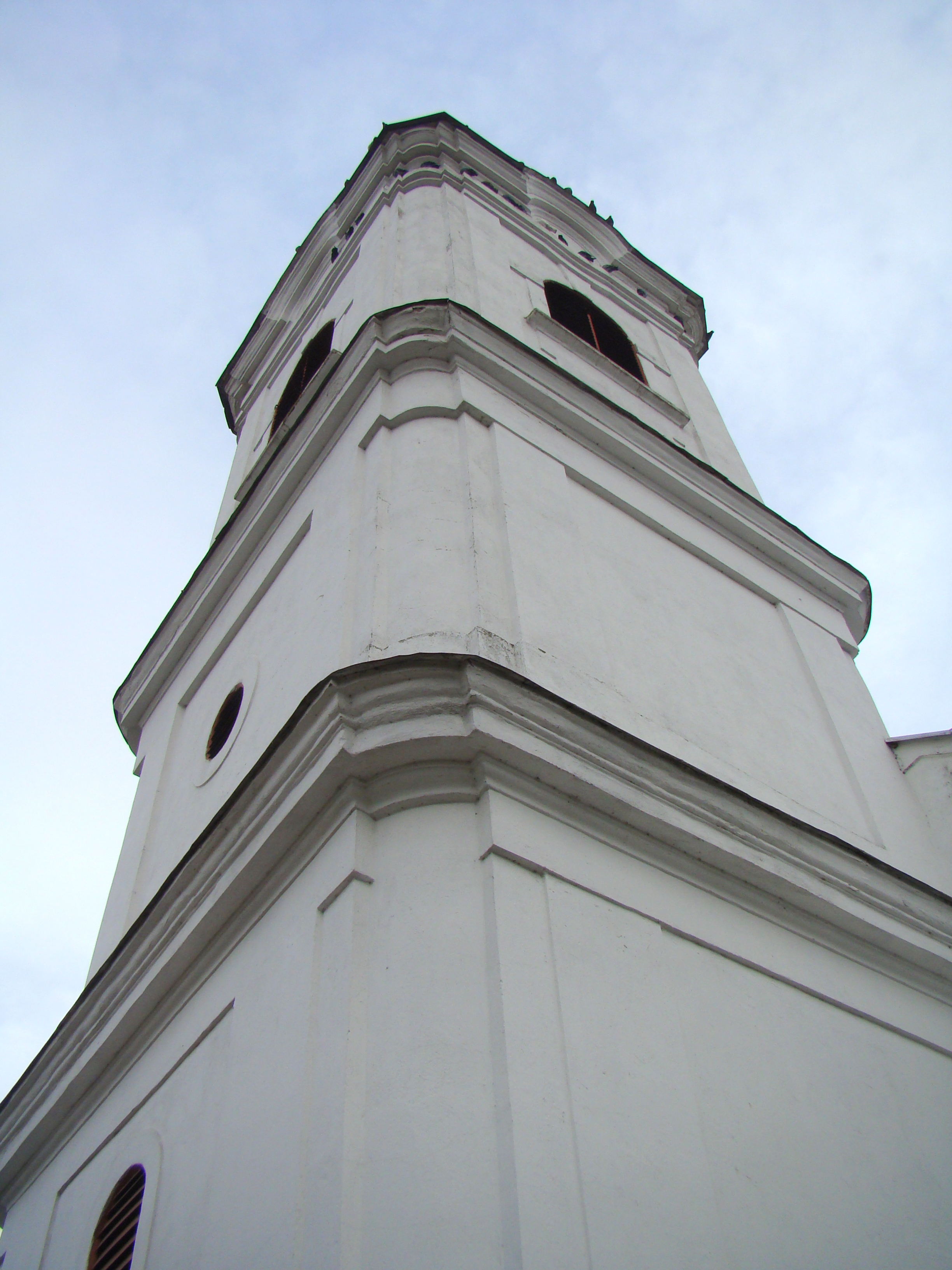
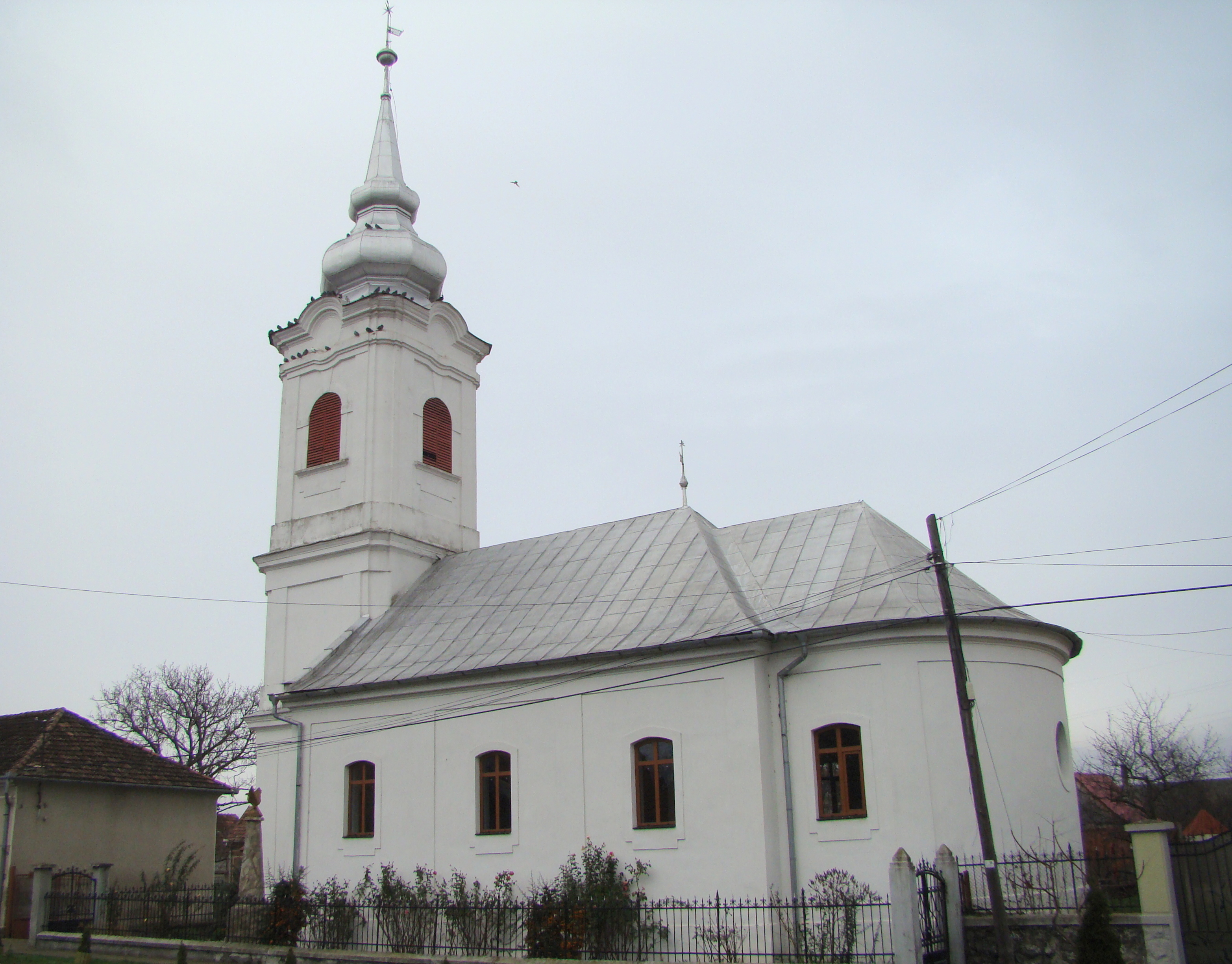
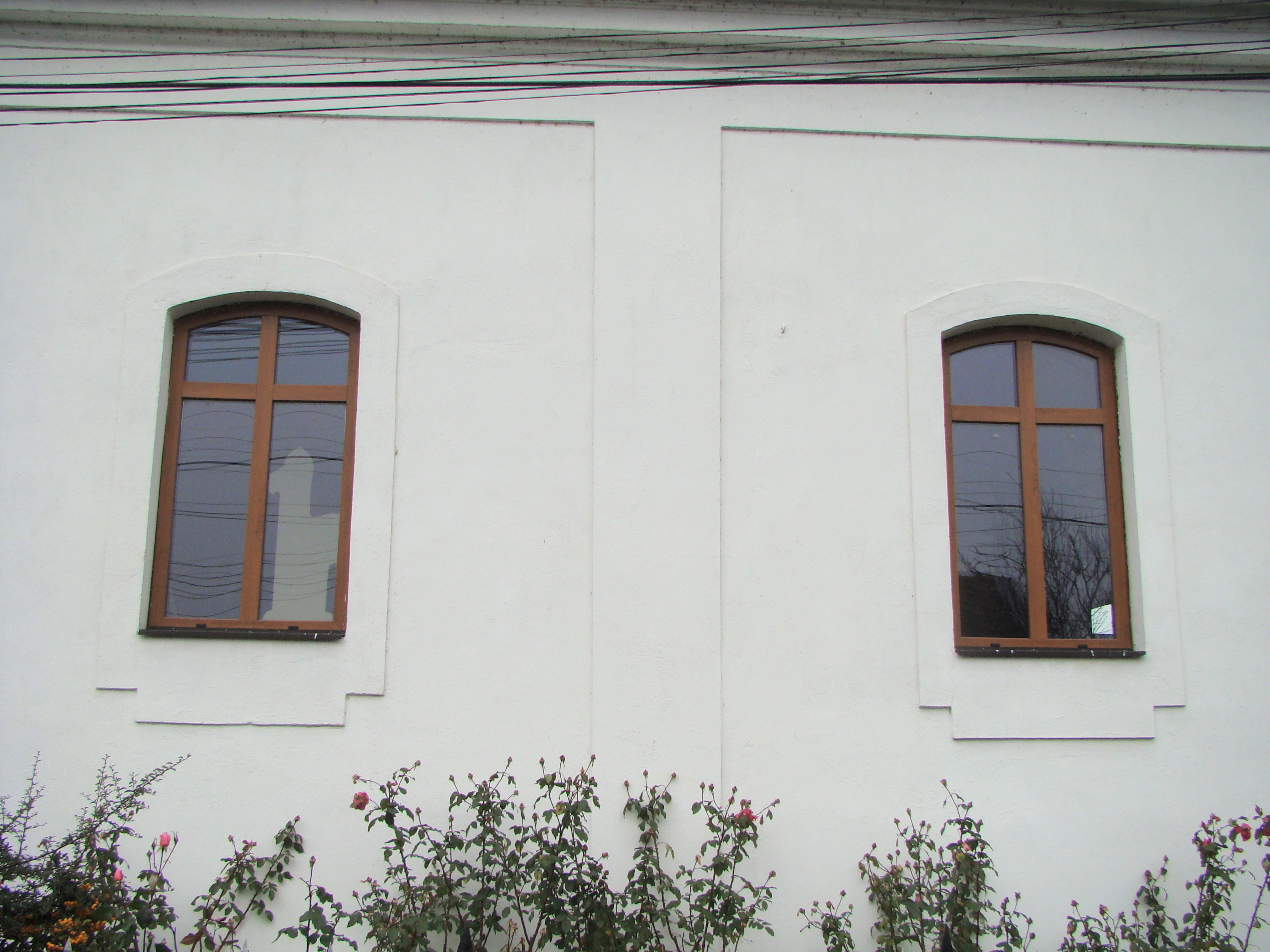
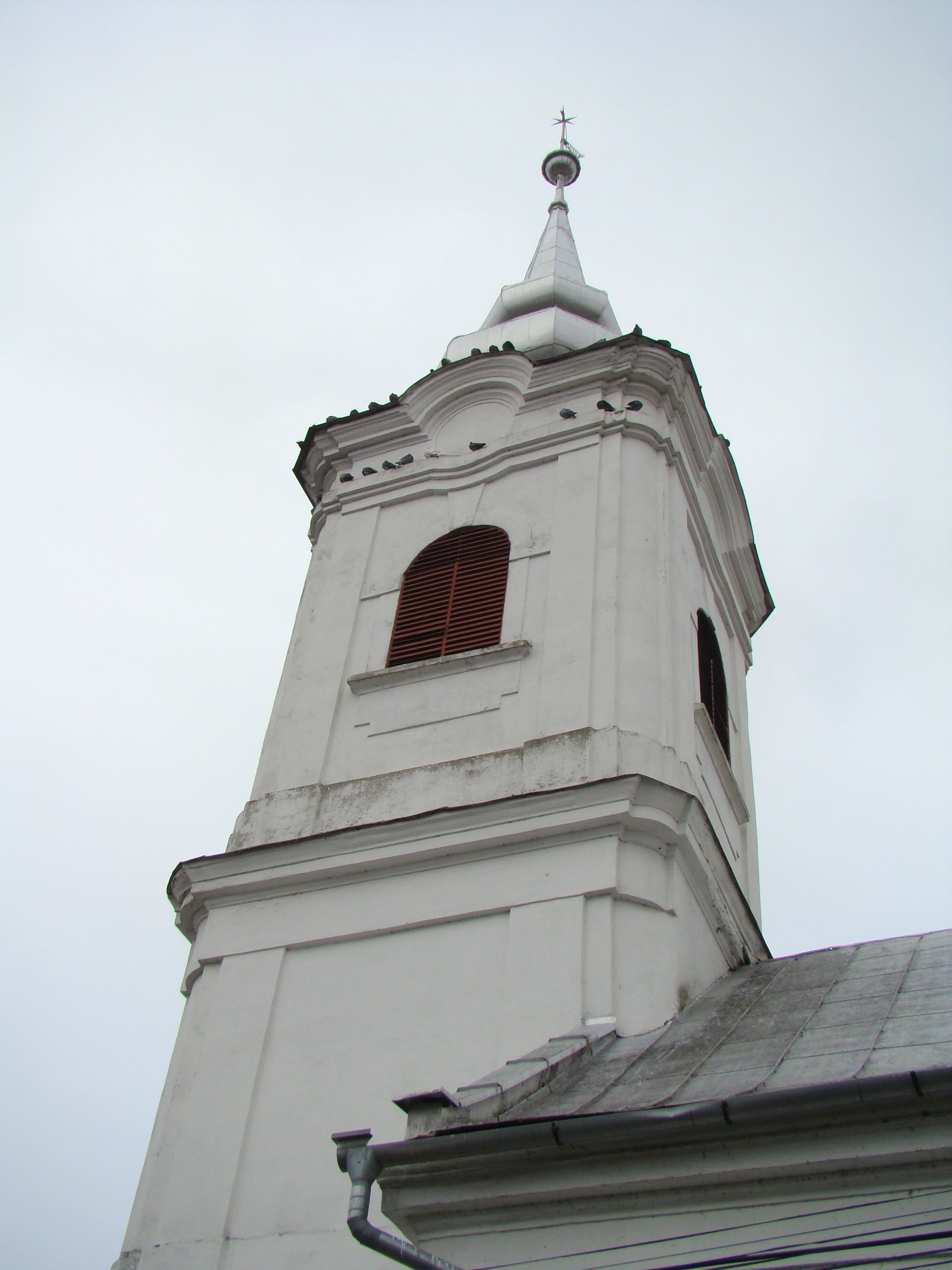

## Vezi și
- Poșoloaca, Bihor